# Александрова, Зинаида Николаевна
Зинаи́да Никола́евна Алекса́ндрова (20 ноября (3 декабря) 1907 — 1 января 1983) — русская и советская поэтесса и переводчица.

## Биография
Родилась 20 ноября (3 декабря) 1907 в Санкт-Петербурге. Отец, Николай Александрович, учился на юридическом факультете в университете, преподавал физику и математику в Знаменском училище. Мать, Екатерина Ильинична — фельдшер на заводе. 
В 1919 году осталась сиротой[почему?] и была отдана в детский дом. Окончила семилетку и пошла работать на прядильную фабрику имени С. И. Халтурина. Училась в Ленинградском техникуме печати. Затем работала в редакциях многих газет и журналов.
После ленинградского периода некоторое время сотрудничала в рязанской газете «Путь молодежи». Переехав в Москву, работала в журнале «Искорка», в «Крестьянской газете», в журнале «Дружные ребята», заведовала редакцией отдела детской литературы в издательстве «Молодая гвардия». Член СП СССР.
С 1962 года жила в ЖСК «Советский писатель» (Красноармейская ул., д. 23).
Умерла 1 января 1983 года. Похоронена на Введенском кладбище (уч. 10) рядом с мужем, журналистом и писателем Ароном Исаевичем Эрлихом.

## Творчество
З. Н. Александрова — автор около 70 поэтических произведений для детей. Детские произведения автора неоднократно переиздавались, вошли в хрестоматии, были положены на музыку и стали песнями.
Свои первые стихи начала писать ещё будучи в детском доме. Работая прядильщицей, продолжала писать стихи. Подруги без ведома автора послали их в журнал «Работница и крестьянка», некоторые из них были напечатаны в 1926 году. Вскоре вышли две её книжки — «Полевой Октябрь» и «Фабричные песни» (1928).
Дебют поэтессы в детской литературе относится к 1930—1931 годам. В 1930 году она написала ставшую популярной детскую песенку «Ветер на речке». После этого стала писать для детей и в 1935 году сочинила слова ставшей очень популярной песни «Маленькой елочке холодно зимой».
Для стихов и песен автора характерны многообразие тематики, непринужденность интонаций, мягкий лиризм.
Популяризировала детскую литературу народов СССР; известны её переводы грузинских, украинских, литовских, еврейских поэтов, писавших для детей.

## Избранная библиография

### Песни на стихи Александровой
- «Маленькой ёлочке холодно зимой» Михаила Красева;
- «Бескозырка белая» Михаила Иорданского;
- «Гибель Чапаева» Юрия Милютина;
- «Новая столовая», «В дни октября», «Весной» Арво Пярта.

### Книжки для малышей
- Колхозная весна. — М.: Молодая гвардия, 1932. — 14 с.
- Майка. — М.: Молодая гвардия, 1933. — 16 с.
- Зима. — М.: Молодая гвардия, 1933. — 15 с.
- Наши ясли. — М.: Детгиз, 1934. — 14 с.
- Der Winter (нем.). — Энгельс: Немгосиздат, 1935. — 12 S.
- Мишкины соседи. — М., Л.: Детиздат, 1936. — 23 с.
- Ветер на речке. — М.: Детиздат, 1936. — 14 с.
- Гибель Чапаева. — М., Л.: Детиздат, 1937. — 15 с.
- Хорошо живётся. — М.: Детиздат, 1939. — 16 с.
- Черита. — М., Л.: Детиздат, 1939. — 16 с.
- Мой мишка. — М.: Детгиз, 1940.
- У нас в саду. — М.: Центр. ин-т сан. просвещения, 1941. — 16 с.
- У нас в квартире. — М., Л.: Детгиз, 1949. — 32 с.
- Котята. — Тула: Облкнигоиздат, 1954. — 16 с.
- Сарафанчик. — М., Л.: Детгиз, 1954. — 16 с.
- Катя в яслях. — М.: Детгиз, 1954. — 16 с.
- Стихи. — М.: Детгиз, 1957. — 200 с.
- Детский автобус: Стихи о детях Чехословакии. — М.: Детгиз, 1957. — 24 с.
- Утки — беленькие грудки. — М.: Детгиз, 1962. — 14 с.
- Станция «Весна». — М.: Детгиз, 1963. — 17 с.
- Про девочку Да и мальчика Нет. — М.: Детская литература, 1965. — 5 с.
- Топотушки. — М.: Детская литература, 1971. — 20 с. (сборник)
- «Невидимка»,
- Смешные человечки. — М.: Детская литература, 1975. — 16 с.
- «Что взяла, клади на место!» и др.

### Книги о войне
- Островок на Каме. — М., Л.: Детгиз, 1944. — 32 с.
- Салют. — М.: Детгиз, 1944. — 12 с.

### Другие произведения
- Биография песни. — М.: Молодая гвардия, 1934. — 85 с.
- В приморской станице. (Поэма, 1954).